# Happy Marriage!?
Happy Marriage!? (はぴまり〜Happy Marriage!?〜?) es una serie manga japonesa escrita e ilustrada por la mangaka Maki Enjōji. Es una serie de diez volúmenes publicada en la revista Petit Comic de la editorial Shogakukan. Ha sido publicada en francés por Kazé y por TokyoPop Deutschland en alemán. VIZ Media lanzó la traducción al inglés el 6 de agosto de 2013.

## Argumento
La historia gira en torno a Chiwa Takanashi, una mujer común y corriente que no ha tenido tiempo ni oportunidad de tener novio en su vida, que se casa con el atractivo y competente director de la compañía donde trabaja, Hokuto Mamiya, a quien no había visto nunca en persona, para salvar a su padre de sus deudas. Chiwa se preguntará si Hokuto será uno más de sus problemas o la salvará de ellos, y si un matrimonio así puede prosperar.

## Personajes
Chiwa Mamiya
Chiwa Mamiya (間宮 千和 Mamiya Chiwa?), cuyo apellido de soltera es Takanashi, es una mujer común y corriente de 23 años, espontánea y algo torpe, que trabaja a tiempo completo en la compañía Mamiya y por horas como azafata en una coctelería para ayudar a su padre con las deudas que contrajo por un negocio fallido. Demasiado ocupada para pensar en tener novio, nunca ha intimado con ningún hombre. Su difunta abuela fue el amor platónico del anciano presidente de la compañía Mamiya, que decide honrar su memoria pagando a Chiwa sus deudas a cambio de que se case con su nieto Hokuto.
Hokuto Mamiya
Hokuto Mamiya (間宮 北斗 Mamiya Hokuto?). Es un empresario atractivo, astuto e inteligente de 28 años, director de la compañía Mamiya. Acepta casarse con Chiwa por razones personales que tienen que ver con su pasado, y la convence para que mantengan su matrimonio en secreto. Es un hombre acostumbrado a vivir solo, de carácter egoísta y dominante. Con Chiwa mostrará una curiosa faceta de marido tiránico y algo sádico y a la vez devoto y encantador.
Taeko Souma
Taeko Souma (相馬 妙子 Souma Taeko?). Es la eficiente secretaria adjunta al presidente. Parece joven, pero en realidad tiene 55 años. Hokuto le encarga vigilar los movimientos de su mujer, pero también ayudará a Chiwa a conocer mejor a su marido.
Yu Yagami
Yu Yagami (八神 裕 Yagami Yu?). Es un nuevo empleado de las empresas Mamiya, que está tutorizado por Chiwa. Se enamora de ella y por eso Hokuto lo traslada al norte.
Shingo Sakuraba
Shingo Sakuraba (桜庭 真吾 Sakuraba Shingo?). Es un compañero (senpai) de Chiwa de la universidad. Es director de la compañía I-Max, que tiene una relación comercial con las empresas Mamiya. Propone a Chiwa que deje la empresa de su marido y se vaya a trabajar con él. Es una de las primeras personas que saben el secreto del matrimonio de Chiwa y Hokuto.
Kaname Asahina
Kaname Asahina (朝比奈 要 Asahina Kaname?). Es un compañero (senpai) de la universidad y exnovio de Chiwa. Es socio de Sakuraba en la empresa I-Max y se convierte en jefe directo de Chiwa. También conoce el secreto del matrimonio de Chiwa y Hokuto.
Presidente Mamiya
Presidente Mamiya (間宮会長?). Es el presidente de las empresas Mamiya y cabeza de familia. Extrañamente escogió a Hokuto, hijo de su segundo hijo Seiji, como director de la compañía, en vez de a Satoru, hijo de su primogénito.
Seiji Mamiya
Seiji Mamiya (間宮 征司 Mamiya Seiji?). Es el padre de Hokuto, segundo hijo del presidente Mamiya. Es un hombre inteligente y hábil para los negocios. Hokuto lo culpa de la muerte de su madre.
Yoko Miura
Yoko Miura (三浦 蓉子  Miura Yoko?). Es la madre de Hokuto, amante de Seiji Mamiya en el pasado. Murió atropellada por un coche.
Kiyohiko Mamiya
Kiyohiko Mamiya (間宮 清彦  Mamiya Kiyohiko?). Es uno de los primos de Hokuto, que se la tiene jurada por haber logrado el puesto de director siendo hijo ilegítimo. A raíz de este odio, empieza a acosar a Hokuto y a Chiwa, y por este motivo, su abuelo, el presidente, lo manda a América del Sur.
Satoru Mamiya
Satoru Mamiya (間宮 理  Mamiya Satoru?). Es uno de los primos de Hokuto, hijo del primogénito del presidente. Se lleva bien con Hokuto, pero ambos saben que están destinados a ser rivales por el control de la compañía. Su mujer, Saori, es la personificación de la esposa devota y perfecta ama de casa.

## Aspectos de la serie
Esta serie contiene rasgos representativos del shōjo y el josei. Dos personas que no se conocen se encuentran casadas de la noche a la mañana. Su relación evoluciona de un simple acuerdo a un verdadero matrimonio. El manga presenta diversos aspectos de la vida matrimonial de la pareja: el de un hombre colérico y autoritario que hace esfuerzos por admitir sus sentimientos y comprender los de su mujer, la iniciación sexual de una joven que llega virgen al matrimonio, el exceso de trabajo que hace difícil compartir la vida con la pareja y la evolución de una mujer soltera e inexperta a una perfecta esposa. 
En Happy Marriage!? no sólo se narra la historia romántica de dos personas que hacen lo posible por encontrarse, sino que deben superar juntos un difícil caos familiar relacionado con el proceso de sucesión en la empresa Mamiya, en el que cada uno de los primos trata de hacerse con el control de la compañía.

## Recepción
Happy Marriage!? se ha convertido en una serie muy popular, manteniéndose durante muchas semanas durante el periodo de su publicación, entre 2009 y 2012, como uno de los 15 mangas más vendidos de Japón. El último tomo de la serie vendió 131.117 copias a día 26 de septiembre de 2012 (tres días después de su lanzamiento).